# Loseto
Loseto (Lusìte in dialetto barese) è un quartiere alla periferia di Bari, appartenente dal 2014 al IV municipio (ex IV circoscrizione). È stato comune autonomo fino al 1937.

## Geografia fisica
Il quartiere è situato all'estrema periferia sud-ovest del capoluogo pugliese, a circa 10 km dal centro. Confina:
- a nord con il quartiere Ceglie del Campo;
- ad est con il comune di Valenzano;
- a sud con il comune di Adelfia;
- a ovest con il comune di Bitritto.

Il quartiere è diviso in due zone: il centro storico e una zona residenziale di recente costruzione.

## Storia
Le origini di Loseto non si conoscono con certezza, tuttavia l'esistenza del piccolo centro urbano è attestata da un decreto emanato dall'Arcivescovo Rainaldo di Bari tra il 1171 e il 1188. Il decreto imponeva al capitolo della chiesa di Loseto l'obbligo di recarsi in processione nella Cattedrale di Bari ogni 19 di Agosto insieme al Clero degli altri paesi limitrofi. Inoltre vi sono notizie che, ai tempi di Guglielmo il Buono (1189), partirono di qui per la prima crociata (1189) tre soldati e quattro inservienti.
Studioso della storia di Loseto fu il padre Gesuita Cataldo De Nicolai vissuto nel 1700 e di cui ci rimane una piccola pergamena rovinata e appena leggibile nella quale è scritto che nel 983 l'Imperatore Ottone II di Germania calò in Puglia per assediare Bari: una sessantina dei suoi cavalieri andarono ad alloggiare nel luogo ove ora c'è Loseto ed ove già risiedevano alcune famiglie in casette costruite con tronchi di una vicina boscaglia.
Faceva parte del gruppo un famoso principe Longobardo che si ammalò gravemente. Ottone si recava spesso a visitarlo con gran desiderio di arrivare presto "a quello sito". Quando i sessanta cavalieri andarono via da quel luogo, ormai tutti lo chiamavano "quello sito" che in seguito prese il nome di Lusito.
Loseto sarebbe quindi nata "ufficialmente" attorno al XII secolo (portava il nome di Lusitum in epoca medievale). Nel XVI secolo Bona Sforza, regina di Polonia e duchessa di Bari, donò il feudo di Loseto al suo cortigiano Giosuè de Ruggiero, i cui discendenti lo mantennero fino all'abolizione della feudalità nel 1806.

### XX secolo
Il comune di Loseto fu soppresso con Regio decreto legge n. 253 emanato in data 8 febbraio 1937 ed aggregato sotto forma di frazione al comune di Bari.
Il 26 gennaio 1970 il consiglio comunale di Bari, con delibera 489/70, approvò la suddivisione di Bari in 17 quartieri, nella cui ripartizione fu inglobato in maniera distinta il quartiere Loseto. La deliberazione ivi menzionata fu emanata sulla scorta dell'articolo 155 del Regio decreto legge nº 148 del 4 febbraio 1915, ora abrogato e sostituito dal Testo Unico sugli Enti Locali, il quale affermava testualmente: "I comuni superiori a 60 000 abitanti, anche quando non siano divisi in borgate o frazioni, possono deliberare di essere ripartiti in quartieri, nel qual caso compete al Sindaco la facoltà di delegare, le sue funzioni di ufficiale di governo, ai sensi degli articoli 152, 153 e 154, e di associarsi degli aggiunti presi fra gli eleggibili sempre con l'approvazione del Prefetto". Tale provvedimento inoltre fu approvato dal Prefetto della Provincia di Bari allora in carica, nonché dalla sezione provinciale di controllo della Regione Puglia con nota protocollare n. 17309/6 in data 26 aprile 1972 con cui congiuntamente allo stesso Prefetto, la Regione Puglia prendeva atto della deliberazione del Comune di Bari approvandola definitivamente e rendendola esecutiva.
Il territorio del comune di Bari, il 28 luglio 1979, fu suddiviso in nove circoscrizioni amministrative: il quartiere Loseto fu incluso nella IV circoscrizione la quale comprende altri quartieri baresi tra cui Ceglie del Campo e Carbonara.

## Monumenti e luoghi d'interesse
Nel quartiere vi sono ampie testimonianze di carattere artistico e architetturale: 
- Palazzo del Barone,
- Porta di ingresso di Loseto: riconoscibile e transitabile da coloro che vogliano immettersi sulla via del rione Ceglie;
- Chiesa Madre di San Giorgio Megalomartire: dedicata al santo patrono, le cui celebrazioni si tengono ogni anno il 23 aprile.
- Palazzo Sedile;
- Castello di Loseto
- Arco della Madonna

## Mezzi pubblici
È possibile raggiungere il quartiere Loseto con i seguenti mezzi pubblici:
- Linee di autobus dell'AMTAB: 11, 11/;
- Tangenziale di Bari SS 16, uscita 12.
- Ferrovia Bari - Bitritto, Stazione di Bari Loseto